# Rivalità (film 1953)
Rivalità è un film del 1953, diretto da Giuliano Biagetti, al debutto come regista.
Conosciuto anche con il titolo Medico condotto.

## Produzione
Il film è ascrivibile al filone dei melodrammi sentimentali, comunemente detto strappalacrime, allora molto in voga tra il pubblico italiano, sebbene malvisto dalla critica cinematografica contemporanea (che solo negli anni settanta rivaluterà queste pellicole, coniando appositamente il termine neorealismo d'appendice).
le scene esterne sono state realizzate in Toscana, a Castiglione della Pescaia (GR).